# Верховский, Давид Наумович
Давид Наумович Верховский (2 мая 1899, Кременчуг, Полтавская область — 6 июня 1954, Ленинград) — военный врач, генерал-майор медицинской службы.

## Биография
Родился 2 мая 1899 года в городе Кременчуг Полтавской губернии в семье служащего лесопильного завода.
В 1918 году окончил гимназию. В 1923 году—Харьковский медицинский университет.
В 1919—1920 годах участвовал в Гражданской войне начальником дезинфекционного отряда Красной Армии.
1924—1939 — после демобилизации работал врачом различных медицинских учреждений.
1929—1941 — начальник медицинского отдела Ленинградского военного округа.
1941—1945 — начальник военно-санитарного управления Ленинградского фронта.
21 апреля 1943 года Верховскому Д. Н. присвоено звание генерала-майора медицинской службы.
1947—1954 — начальник медицинского отдела армии в Закавказском военном округе.
В 1954 году уволен в отставку.
Скончался 6 июня 1954 года в Ленинграде.
Похоронен на Богословском кладбище Санкт-Петербурга.

## Награды[4]
- Орден Ленина — 21.03.1940
- Медаль «За оборону Ленинграда» — 22.12.1942
- Орден Красного Знамени — 10.02.1943
- Орден Отечественной войны I степени — 21.02.1944
- Орден Отечественной войны I степени — 05.10.1944
- Медаль «За победу над Германией в Великой Отечественной войне» — 09.05.1945
- Орден Красной Звезды — 06.06.1945
- Медаль «За боевые заслуги» — 17.05.1951